# Institut fondamental d'Afrique noire
El Institut fondamental d'Afrique noire (IFAN) (Instituto Fundamental del África Negra) de Dakar (Senegal) es el organismo que en 1966 sustituyó al Institut français d'Afrique noire, ya existente. 

## Historia

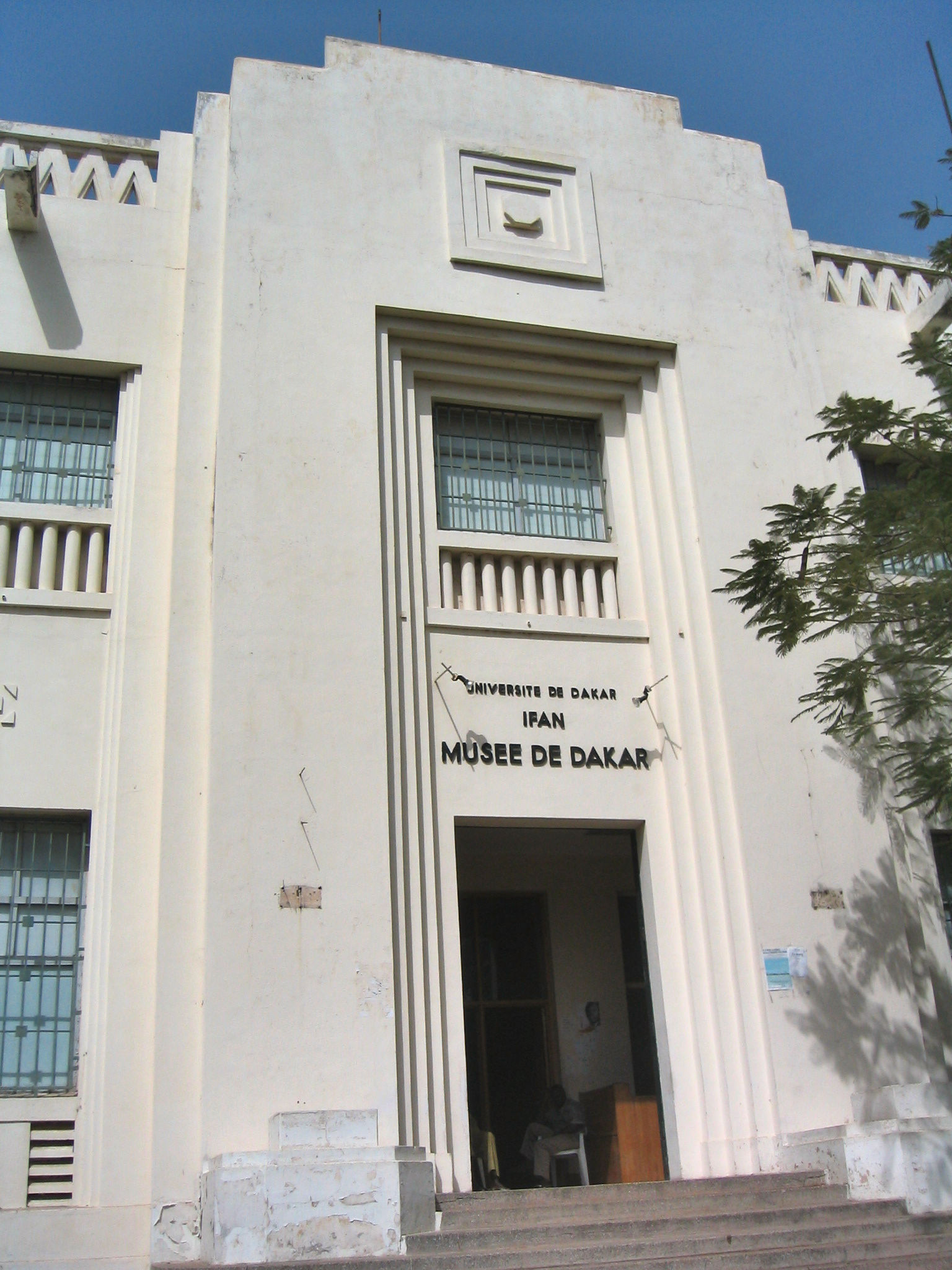
El Musée d'Art africain del IFAN.

Théodore Monod crea un instituto de investigaciones relativo a todas las especialidades del África negra, el África subsahariana. En 1939, la guerra que estalla retrasa los proyectos de este investigador que quiere, por otra parte instalar en todas las regiones de África bajo control francés, institutos similares. Théodore Monod se convierte en el presidente de « France combattante au Sénégal, » (La Francia que combate en Senegal), y funda en 1943, las « Forces fraternitaires françaises, » (Fuerzas fraternales francesas), un “movimiento de resistencia local”. Acoge al general de Gaulle en su primera visita al África Occidental en enero de 1944. 
Después de la Segunda Guerra Mundial se reactiva el IFAN. Implica tres departamentos: Ciencias naturales, Ciencias sociales y Geografía (departamento encargado de realizar el Atlas internacional del África Occidental). El IFAN garantiza publicaciones científicas, una publicación periódica, el Boletín del IFAN , crea dos museos en la isla Gorea, el Museo del mar y él Museo histórico, y organiza conferencias reuniendo cada dos o tres años el conjunto de los investigadores del África occidental. 
Se elige a Théodore Monod por parte de la Academia de las ciencias en 1963 y decide dejar el IFAN. Le sucede en el puesto desde 1959, el director del departamento del Islam del IFAN Vincent Monteil, discípulo de Louis Massignon. 
Después de la independencia de los países africanos, el IFAN se integra, en 1963, en la Universidad de Dakar. En 1966 cambia de nombre conservando al mismo tiempo su sigla para convertirse en el Instituto fundamental del África negra. En 1986, en homenaje al profesor Cheikh Anta Diop recientemente desaparecido, su denominación se transforma en Instituto fundamental del África negra Cheikh Anta Diop.

## Organización
El Dr. Papa Ndiaye es desde el 28 de diciembre de 2004 el director del IFAN, para un mandato de tres años de duración. Anteriormente en el IFAN desde 2000, realizaba investigaciones de biología animal, sobre la reproducción de los peces.